# Iron Man VR
Marvel's Iron Man VR é um jogo eletrônico de tiro em realidade virtual, desenvolvido pelo estúdio americano Camouflaj e publicado pela Sony Interactive Entertainment para o PlayStation VR do PlayStation 4. É baseado no super-herói da Marvel Comics, Homem de Ferro, e inspirado na mitologia de quadrinhos e adaptações em outras mídias do personagem. A história do jogo gira em torno do conflito do Homem de Ferro com um misterioso hacker de computador e terrorista conhecido apenas como Ghost, que tem como alvo Tony Stark e sua empresa enquanto busca vingança pelas mortes causadas pelas armas que a empresa fabricou antes de Stark se tornar o Homem de Ferro.
A jogabilidade é apresentada a partir de uma perspectiva em primeira pessoa, com o jogador podendo navegar pelo espaço virtual do jogo usando a mecânica de voo e sistemas de armas da armadura do Homem de Ferro para atacar inimigos principalmente em combate aéreo em vários ambientes. O Homem de Ferro pode navegar livremente pelos diferentes ambientes do jogo acessados através de uma progressão linear de diferentes fases, interagindo com personagens, realizando missões e desbloqueando novas atualizações de armadura ao avançar pela história principal ou completar modos de desafio fora da história.
Após uma série de adiamentos e uma interrupção na produção do jogo causada pela pandemia de COVID-19, o jogo foi lançado para o PlayStation VR em 3 de julho de 2020. O jogo recebeu análises "mistas ou médias" de acordo com o agregador de resenhas Metacritic.

## Desenvolvimento
O jogo foi revelado em 25 de março de 2019 durante a primeira apresentação on-line do "State of Play" da Sony. O jogo apresenta um novo traje do Homem de Ferro, projetado por Adi Granov. Em 2 de abril de 2020, a desenvolvedora anunciou que o jogo seria adiado indefinidamente devido à pandemia de COVID-19. Em maio foi anunciado que o seu lançamento ocorreria em 3 de julho de 2020.